# Google Play Music
Google Play Music là một dịch vụ streaming và lưu trữ nhạc và podcast hoạt động bởi Google. Dịch vụ được công bố vào ngày 10 tháng 5 năm 2011, và sau quá trình mời dùng thử beta dài 6 tháng, dịch vụ được chính thức ra mắt ngày 16 tháng 11.
Người dùng với tài khoản tiêu chuẩn có thể tải lên và nghe miễn phí lên tới 50.000 bài hát từ thư viện cá nhân của mình. Gói đăng ký "All Access", được bán kèm với YouTube Red, cho phép người dùng stream theo yêu cầu bất kì bài hát nào trong thư viện chung của Google Play Music. Người dùng có thể mua thêm các bài hát vào thư viện của mình thông qua cửa hàng nhạc trên Google Play. Ngoài cung cấp dịch vụ streaming nhạc cho các thiết bị kết nối Internet, ứng dụng di động của Google Play Music cho phép lưu trữ và nghe ngoại tuyến các bài hát.
Vào tháng 8 năm 2020, Google thông báo rằng dịch vụ sẽ bắt đầu đóng cửa vào tháng 9 và sẽ được thay thế bằng YouTube Music và Google Podcasts vào tháng 12 năm 2020.

## Tính năng

### Tài khoản tiêu chuẩn
Google Play Music cho phép tất cả người dùng lưu trữ miễn phí lên tới 50.000 tập tin. Người dùng có thể nghe các bài hát thông qua trình phát trên web và ứng dụng di động của dịch vụ. Dịch vụ sẽ quét bộ sưu tập của người dùng và đối chiếu các tập tin với các bài hát trong kho thư viện của Google, các bài hát này có thể được stream hoặc tải về với chất lượng lên tới 320 kbps. Bất cứ tập tin nào không có bài hát khớp sẽ được tải lên máy chủ của Google để stream và tải lại. Các bài hát đã mua qua Google Play Store không làm ảnh hưởng tới giới hạn tải lên 50.000 bài hát.
Các định dạng tập tin được hỗ trợ tải lên bao gồm: MP3, AAC, WMA, FLAC, Ogg, hoặc ALAC. Các tập tin tải lên không ở định dạng MP3 sẽ được chuyển đổi sang định dạng này. Các tập tin có thể có dung lượng lên tới 300 MB sau khi chuyển đổi.
Các bài hát có thể được tải về trên các ứng dụng di động để phát lại trực tuyến, và trên máy tính thông qua ứng dụng Music Manager.
Những người dùng tiêu chuẩn ở Hoa Kỳ, Canada, và Ấn Độ cũng có thể nghe các đài phát thanh tùy chỉnh, với các video và biểu ngữ quảng cáo. Các đài này được dựa trên "một hoạt động, tâm trạng hoặc bài nhạc phổ biến yêu thích của bạn". Khi nghe các đài này, người dùng có thể bỏ qua tới 6 bài hát mỗi giờ.

### Tải khoản trả phí
Với gói đăng ký trả tiền cho Google Play Music, ngoài các tính năng tiêu chuẩn người dùng có thể truy cập vào kho bài hát streaming theo yêu cầu 40 triệu bài hát, mà không bị quảng cáo gián đoạn khi nghe, không có giới hạn số bài bỏ qua và cho phép chơi nhạc ngoại tuyến trên ứng dụng di động. Người dùng mới có thể dùng thử một lần 30 ngày gói trả phí cho Google Play Music.

### Nền tảng
Trên máy tính, người dùng có thể nghe nhạc từ mục Google Play Music trên trang web Google Play.
Trên điện thoại thông minh và máy tính bảng, người dùng có thể nghe nhạc qua ứng dụng di động của Google Play Music cho các hệ điều hành Android và iOS. Lên tới 5 chiếc điện thoại thông minh và tổng cộng 10 thiết bị có thể được dùng để truy cập thư viện trong Google Play Music. Dù vậy, chỉ có một thiết bị có thể được sử dụng để nghe nhạc cùng lúc.

### Samsung Galaxy S8
Vào tháng 4 năm 2017, các báo cáo cho thấy trình chơi nhạc mặc định trên chiếc Samsung Galaxy S8, khi đó là một thiết bị mới, sẽ là Google Play Music, tiếp tục xu hướng bắt đầu từ chiếc S7 vào năm 2016. Tuy nhiên, với chiếc S8, Samsung đã hợp tác với Google nhằm đưa các tính năng độc quyền vào ứng dụng, bao gồm khả năng tải lên lên tới 100.000 bài hát, lớn gấp đôi so với giới hạn 50.000 bài mà người dùng bình thường được phép tải lên. Google cũng thông báo rằng hãng sẽ phát triển các "tính năng đặc biệt khác trong Google Play Music dành riêng cho khách hàng của Samsung". Vào tháng 6, Google Play Music trên chiếc S8 được cập nhật tính năng độc quyền "New Release Radio", một danh sách phát các bài hát mới ra mắt được cá nhân hóa hằng ngày. Vào tháng 7, danh sách phát này đã được đưa tới tất cả người dùng, mà theo Google cho biết trong một thông cáo báo chí rằng việc cung cấp độc quyền trên các thiết bị Samsung là một phần của một "chương trình truy cập sớm" nhằm thử nghiệm và lấy ý kiến.

## Các quốc gia có sẵn

Các quốc gia hỗ trợ Google Play Music

Các tài khoản tiêu chuẩn trên Google Play Music được hỗ trợ ở 63 quốc gia. Danh sách đầy đủ gồm: Argentina, Úc, Áo, Belarus, Bỉ, Bolivia, Bosnia-Herzegovina, Brazil, Bulgaria, Canada, Chile, Colombia, Costa Rica, Croatia, Cộng hòa Síp, Cộng hòa Séc, Đan Mạch, Cộng hòa Dominica, Ecuador, El Salvador, Estonia, Phần Lan, Pháp, Đức, Hy Lạp, Guatemala, Honduras, Hungary, Iceland, Ấn Độ, Ireland, Ý, Nhật Bản, Latvia, Liechtenstein, Lithuania, Luxembourg, Macedonia, Malta, Mexico, Hà Lan, New Zealand, Nicaragua, Na Uy, Panama, Paraguay, Peru, Ba Lan, Bồ Đào Nha, Romania, Nga, Serbia, Slovakia, Slovenia, Nam Phi, Tây Ban Nha, Thụy Điển, Thụy Sỹ, Ukraina, Vương quốc Anh, Hoa Kỳ, Uruguay, và Venezuela.
Các tài khoản trả phí cũng được hỗ trợ tại các nước trên.
Hỗ trợ nhạc được giới thiệu tại Vương quốc Anh, Pháp, Đức, Ý và Tây Ban Nha vào tháng 10 năm 2012, tại Cộng hòa Séc, Phần Lan, Hungary, Liechtenstein, Hà Lan, Nga và Thụy Sỹ vào tháng 9 năm 2013, Mexico vào tháng 10 năm 2013, Đức vào tháng 12 năm 2013, Hy Lạp, Na Uy, Thụy Điển và Slovakia vào tháng 3 năm 2014, Canada, Ba Lan và Đan Mạch vào tháng 5 năm 2014, Bolivia, Chile, Colombia, Costa Rica, Peru, và Ukraina vào tháng 7 năm 2014, Cộng hòa Dominica, Ecuador, Guatemala, Honduras, Nicaragua, Panama, Paraguay, El Salvador, và Venezuela vào tháng 8 năm 2014, Brazil và Uruguay vào tháng 9 năm 2014, 13 quốc gia mới vào tháng 11 năm 2014, Brazil vào tháng 11 năm 2014, Argentina vào tháng 6 năm 2015, Nhật Bản vào tháng 9 năm 2015, Nam Phi và Serbia vào tháng 12 năm 2015, và Ấn Độ vào tháng 9 năm 2016, nơi chỉ cung cấp dịch vụ mua nhạc. Dịch vụ đăng ký All Access được ra mắt tại Ấn Độ vào tháng 4 năm 2017.

## Sự đón nhận
Vào năm 2013, Entertainment Weekly đã so sánh một số dịch vụ nhạc và cho dịch vụ All Access của Google Play Music số điểm "B+", viết rằng: "Các tập tin bổ sung nhằm tăng cường kho lưu trữ streaming lớn đã lấp đầy nhiều khoảng trống lớn."